# Angry Birds Trilogy
Angry Birds Trilogy — відеогра, спільно розроблена Rovio Entertainment, Exient Entertainment, Housemarque, та Fun Labs і видана Activision.
Гра містить перші три частини популярної серії мобільних ігор Angry Birds (2009), Angry Birds Seasons (2010) та Angry Birds Rio (2011) і була випущена для Xbox 360, PlayStation 3 та на Nintendo 3DS 25 вересня 2012 року в Північній Америці та 28 вересня в Європі. Як на PlayStation 3, так і на Xbox 360 версії гри можна грати за допомогою контролерів руху, а також традиційних контролерів. Гра вийшла на платформах Wii та Wii U 13 серпня 2013 року в Північній Америці та 16 серпня в Європі..

## Ігровий процес
У Angry Birds Trilogy гравець керує зграєю різнокольорових птахів, які намагаються повернути свої яйця, викрадені групою голодних зелених свиней (на рівнях Angry Birds Rio птахи намагаються повернутися до своїх яєць). На кожному рівні свині (в Ріо — птахи в клітках або сурикатии) захищені конструкціями з різних матеріалів, таких як дерево, скло і камінь, і мета гри — знищити їх на рівні. Використовуючи рогатку, гравці запускають птахів з наміром або влучити безпосередньо в свиней, або пошкодити конструкції, що призведе до їх руйнування і випустити свиней. На різних етапах гри в спорудах можна знайти додаткові об'єкти, такі як вибухонебезпечні ящики та каміння, які можна використовувати разом з птахами для підриву важкодоступних свиней.

## Керування
Більшість версій Trilogy підтримують керування рухом (або вимагають його, як у версії для Wii), де гравці можуть використовувати Система керування рухом на основі вказівного пристрою (наприклад, Move's Orb або Kinect) або сенсорний екран для керування та наведення рогатки. Якщо керування рухом не є бажаним, рогаткою можна керувати за допомогою аналоговий стик.
У всіх версіях, окрім версій для Wii та Nintendo 3DS, можна швидко скинути рівень, утримуючи певну кнопку контролера протягом двох секунд.

## Сприйняття
| Агрегатор  | Оцінка                               |
| ---------- | ------------------------------------ |
| Metacritic | X360: 63/100 PS3: 66/100 3DS: 62/100 |

| Видання       | Оцінка         |
| ------------- | -------------- |
| Eurogamer     | X360/PS3: 6/10 |
| IGN           | 7/10           |
| Nintendo Life | Wii U:         |

 Лукас М. Томас (Lucas M. Thomas) з IGN відзначив покращену візуальну складову та її доповнення, але негативно відгукнувся про управління рухом, на відміну від стандартного, та про ціну. «Якщо ви вже витратили свої $2.97 раніше […] просто поверніться до свого iPhone. Якщо ж ви нездорово залежні від усіх речей Angry Birds, сміливо беріть цей пакунок». Останнє зауваження також зробив Рон ДельВіллано з Nintendo Life. Роберт Воркман з GameZone порівняв версію для 3DS з версіями для домашньої консолі та оригінальною мобільною версією, вважаючи дизайн непереконливим, а ефекти — «мінімальними».